# Paddlesworth
Paddlesworth est une localité anglaise située dans le comté du Kent, district de Folkestone and Hythe.